# Grebaštica
Grebaštica ist ein Ortsteil von Šibenik in Kroatien. Er liegt an der Adria, jeweils 15 Kilometer südlich von Šibenik und nördlich von Primošten. Haupteinnahmequelle ist der Tourismus.